# Tàu tiếp liệu tàu ngầm

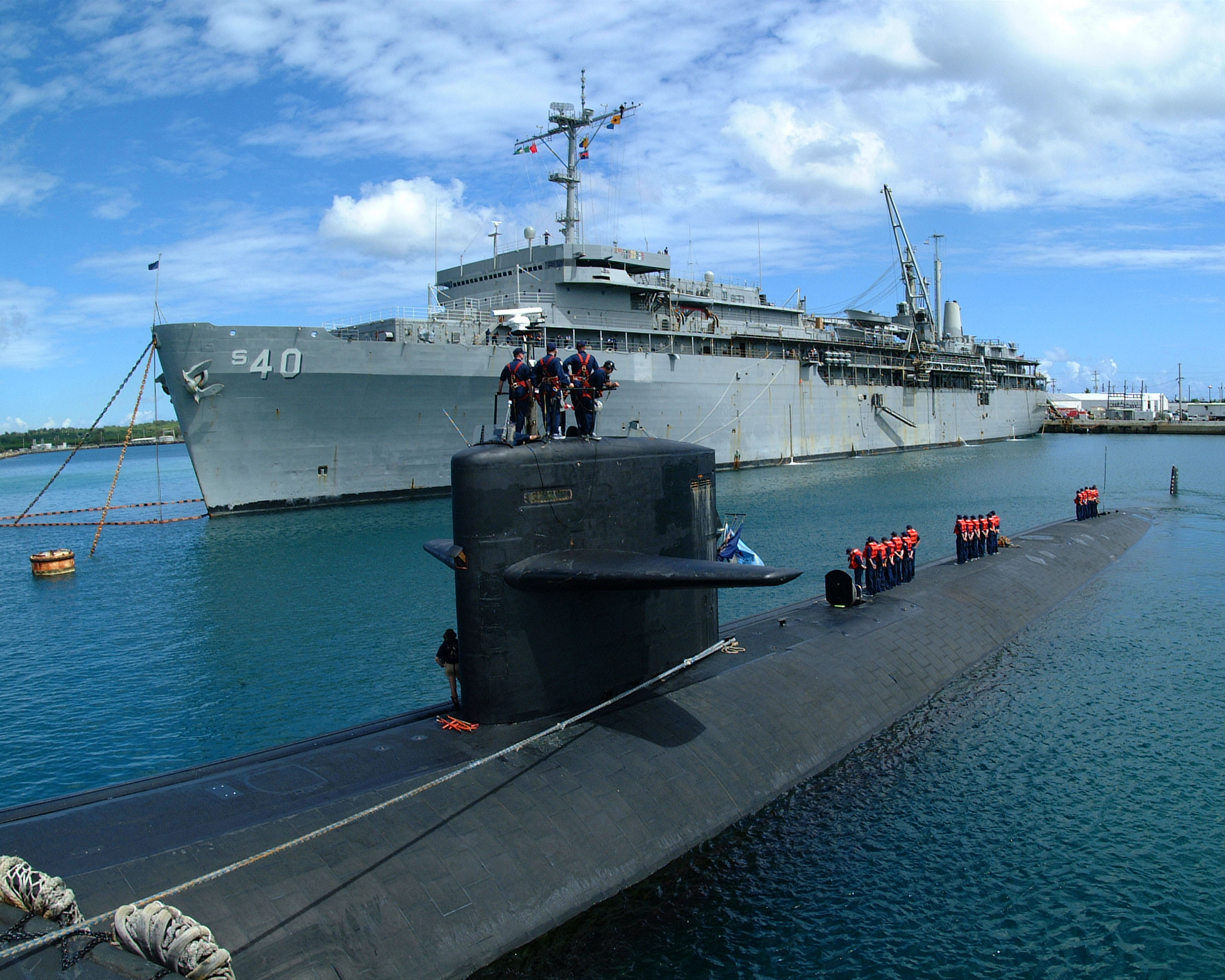
(phía sau), một trong hai tàu tiếp liệu tàu ngầm được Hải quân Hoa Kỳ duy trì. Chiếc tàu ngầm tấn công đang ở phía trước.

Tàu tiếp liệu tàu ngầm, (tên gọi cũ "Tiềm thủy đỉnh cơ xưởng", tiếng Anh: "Submarine tender" hoặc "submarine depot ship"), là một kiểu tàu kho chứa dùng trong tiếp tế và hỗ trợ tàu ngầm.

## Phát triển

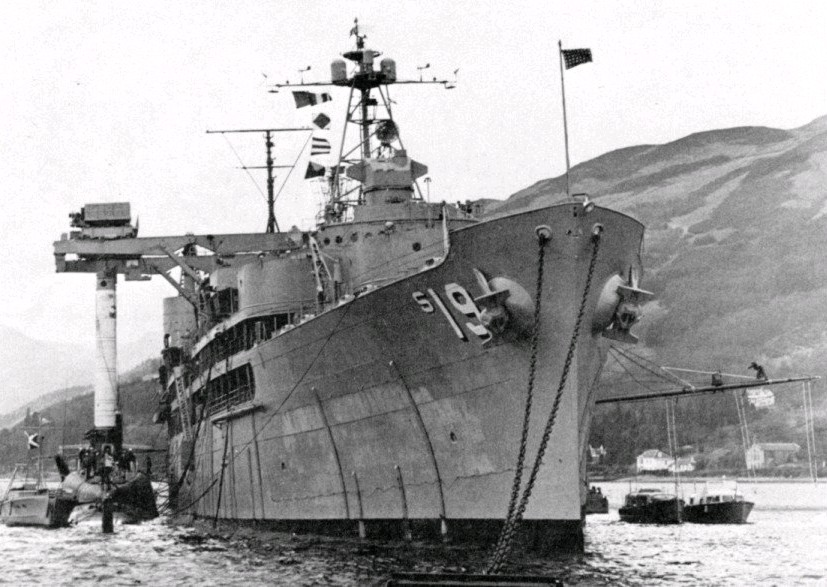
Vận chuyển một tên lửa đạn đạo phóng từ tàu ngầm UGM-27 Polaris từ tàu tiếp liệu tàu ngầm sang chiếc tàu ngầm mang tên lửa đạn đạo tại Holy Loch, Dunoon, Scotland, năm 1961.

Tàu ngầm có kích cỡ tương đối nhỏ so với các tàu chiến đi biển khác, nên nói chung không có khả năng mang theo một số lượng thực phẩm, nhiên liệu, ngư lôi và các hàng tiếp liệu khác, cũng như không thể có đầy đủ thiết bị và nhân sự để bảo trì. Tàu tiếp liệu tàu ngầm mang theo tất cả các thứ này nhằm đáp ứng nhu cầu của tàu ngầm ngoài biển khơi (tiếp liệu trên đường đi) hay lúc đang cặp cảng gần khu vực hoạt động. Với một số hải quân các nước, tàu tiếp liệu khu trục được trang bị cơ xưởng để bảo trì sửa chữa, và chỗ nghỉ ngơi cho thủy thủ đoàn thay thế.
Cùng với việc gia tăng kích cỡ và mức độ tự động hóa trên các tàu ngầm hiện đại, và một số hải quân các nước đã áp dụng động cơ chạy năng lượng hạt nhân, tàu tiếp liệu tàu ngầm không còn cần thiết cho việc tiếp nhiên liệu như trước đây.

## Danh sách tàu tiếp liệu tàu ngầm

### Canada
Tàu kho tàu ngầm đầu tiên của Hải quân Hoàng gia Canada là chiếc HMCS Shearwater (K02)

### Chile
Thuật ngữ được Hải quân Chile sử dụng là "tàu mẹ tàu ngầm", ví dụ như chiếc BMS (buque madre de submarinos) Almirante Merino.

### Đức
Không có khả năng duy trì một số lượng lớn tàu nổi dùng để tiếp liệu trong Chiến tranh Thế giới thứ hai, Hải quân Đức quốc xã sử dụng tàu ngầm kiểu XIV (tiếng lóng milk cows – bò sữa) để tiếp liệu trên biển.

### Nga
Hải quân Liên bang Nga đã cho xuất biên chế mọi tàu tiếp liệu tàu ngầm lớp Don và lớp Ugra mà nó kế thừa từ Hải quân Liên Xô vào năm 2001. Chiếc cuối cùng còn lại của những lớp tàu này, INS Amba (A54), được bán cho Hải quân Ấn Độ năm 1968 để sử dụng cùng hạm đội tàu ngầm lớp Foxtrot; nó đã được cho xuất biên chế vào tháng 7, 2006.

### Hà Lan
Hải quân Hoàng gia Hà Lan có một tàu phục vụ tàu ngầm, chiếc HNLMS Mercuur (A900) nhập biên chế năm 1987 để thay thế cho chiếc HNLMS Onverschrokken (M886), nguyên là một tàu quét mìn do Hoa Kỳ chế tạo được chuyển đổi công năng dưới tên gọi HNLMS Mercuur (A 856).

### Anh Quốc
Hải quân Hoàng gia Anh sử dụng thuật ngữ "tàu kho chứa tàu ngầm" (submarine depot ship) để chỉ một tàu tiếp liệu tàu ngầm, ví dụ như các chiếc HMS Medway (F25) và HMS Maidstone (1937).
Danh sách tàu kho chứa tàu ngầm của Hải quân Hoàng gia Anh
- HMS Adamant (1911)
- HMS Adamant (1940)
- HMS Alecto (1911)
- HMS Ambrose (1903)
- HMS Arrogant (1896)
- HMS Bonaventure (1892)
- HMS Bonaventure (F139)
- HMS Cairo (1918)
- HMS Forth (1938)
- HMS Cyclops (F31)
- HMS Dolphin (1882)
- HMS Hazard (1894)
- HMS Lucia (1907)
- HMS Mackay (1918)
- HMS Maidstone (1912)
- HMS Maidstone (1937)
- HMS Medway (F25)
- HMS Rosario (1898)
- HMS Vulcan (1889)
- HMS Whitehall (1919)
- HMS Wuchang (F30)

### Hoa Kỳ
- Xem bài chính:  Danh sách Tàu tiếp liệu tàu ngầm của Hải quân Hoa Kỳ

Trong Hải quân Hoa Kỳ, tàu tiếp liệu tàu ngầm được xem như một kiểu tàu phụ trợ và mang ký hiệu lườn "AS". Cho đến năm 2017, Hải quân Hoa Kỳ duy trì hai tàu tiếp liệu: USS Emory S. Land (AS-39) và USS Frank Cable (AS-40).